# Мейли, Аннели
Аннели Мейли (англ. Anneli Maley; родилась 1 сентября 1998 года в Ист-Мельбурне, штат Виктория, Австралия) — австралийская профессиональная баскетболистка, выступавшая за команду женской национальной баскетбольной ассоциации «Чикаго Скай». Играет на позиции лёгкого форварда. В данное время играет в женской национальной баскетбольной лиге за команду «Перт Линкс». Самый ценный игрок ЖНБЛ и лучший снайпер ЖНБЛ (2022), а также лидер ЖНБЛ по подборам (2020, 2022).
В составе национальной сборной Австралии выиграла бронзовые медали чемпионата мира 2022 года в Австралии и чемпионата Азии 2023 года в Австралии, стала победителем летней Универсиады 2019 года в Неаполе, чемпионата Океании среди девушек до 16 лет 2013 года в Австралии и чемпионата Океании среди девушек до 18 лет 2014 года в Суве, стала бронзовым призёром чемпионата мира среди девушек до 19 лет 2015 года в России, а также принимала участие на чемпионате мира среди девушек до 19 лет 2017 года в Италии.

## Ранние годы
Аннели Мейли родилась 1 сентября 1998 года в городе Ист-Мельбурн (Виктория), восточном пригороде Мельбурна.